# Prinzipal-Agent-Theorie

Grundidee der Principal-Agenten-Theorie (P: Prinzipal, A: Agent). Beide unterliegen dem Nutzenmaximierungskalkül.

Die Prinzipal-Agent-Theorie (auch Principal-Agenten-Theorie, Agenturtheorie, teilweise auch Prinzipal-Agenten-Modell genannt; englisch principal agent theory) untersucht in der Neuen Institutionenökonomik die Beziehung mindestens zweier Vertragsparteien (Prinzipal und Agent) unter der Bedingung asymmetrischer Informationen und divergierender Ziele unter Berücksichtigung von Unsicherheit und Risikoneigung der Beteiligten.

## Allgemeines
Diese Theorie ist auch in den Sozialwissenschaften Soziologie und Politikwissenschaft etabliert.
Erste Ansätze für diese Theorie finden sich 1971 bei Marvin Berhold, doch wird Stephen A. Ross mit seinem 1973 erschienenen Artikel als der ökonomische Urheber dieser Theorie angesehen. Eine umfassende Darstellung erschien 1963 durch Kenneth J. Arrow.
Eine Prinzipal-Agent-Beziehung entsteht, wenn zwischen dem Prinzipal (Auftraggeber) und dem Agenten (Auftragnehmer) ein Vertrag geschlossen wird, bei dem der Agent einen Wissensvorsprung besitzt, so dass zwischen beiden eine Informationsasymmetrie herrscht, die für den Prinzipal nicht wünschenswert ist. Auch der Prinzipal kann gegenüber dem Agenten über einen Wissensvorsprung verfügen. Zudem verfolgen beide unterschiedliche Ziele (Unternehmensziel, persönliches Ziel, Staatsziel). Prinzipal-Agent-Beziehungen sind dadurch definiert, dass ein Wirtschaftssubjekt (der Prinzipal: Unternehmen, Privatpersonen, der Staat) ein anderes (den Agenten) engagiert, damit dieses im Interesse des Prinzipals bestimmte Aufgaben wahrnimmt.

## Annahmen
Die Prinzipal-Agent-Theorie geht von Wirtschaftssubjekten aus, die in ihrer Entscheidungsfindung eingeschränkt sind, etwa durch asymmetrische Informationsverteilung. Sie verfügen nur über unvollständige Informationen, wenn sie die Fähigkeiten und das Handeln anderer beurteilen sollen.
Ferner wird den Beteiligten Opportunismus unterstellt. In einer weiten Definition liegt eine Prinzipal-Agent-Beziehung vor, sobald das Wohlergehen einer Partei (Prinzipal) von den Handlungen einer anderen Partei (Agent) abhängig ist. Nach enger Definition gibt es einen Auftraggeber (Prinzipal), der einen Auftragnehmer (Agent) im gegenseitigen Einvernehmen gegen Entlohnung mit einer Aufgabe betraut. Da die beiden unterschiedliche Ziele verfolgen können, kann es zu Konflikten kommen.
Zudem werden Risikoneigungen berücksichtigt: Prinzipiell ist auf beiden Seiten Risikoneutralität, Risikoaversion oder Risikofreude möglich. Dies hängt von den Charaktereigenschaften und der jeweiligen Situation der Akteure ab.
Der Prinzipal beauftragt den Agenten in der Erwartung, dass dieser seine Aufgabe im Sinne des Prinzipals erledigt. Er kann jedoch das Engagement und/oder die Qualitäten seines Agenten nur mit Einschränkungen beurteilen und sieht – wenn überhaupt – nur das Ergebnis von dessen Bemühungen. Demgegenüber hat der Agent einen Informationsvorsprung, da er die eigene Qualität besser kennt und das eigene Verhalten selbst festlegen und entsprechend gut beurteilen kann. Er wird diese Informationsasymmetrie zu Ungunsten des Prinzipals ausnutzen, wenn dies seinen eigenen Zwecken dienlich ist (Moralisches Risiko und Drückebergerei).

## Beispiele
In der Wirtschaft gibt es zahlreiche Beispiele für Prinzipal-Agent-Beziehungen:
| Prinzipal                | Agent               | Problem                                                             |
| ------------------------ | ------------------- | ------------------------------------------------------------------- |
| Aktionär                 | Vorstand            | Geschäftsführung im Sinne der Aktionäre oder der Aktiengesellschaft |
| Arbeitgeber              | Arbeitnehmer        | faire Gegenleistung für den Arbeitslohn                             |
| Käufer                   | Verkäufer           | faire Gegenleistung für den Kaufpreis                               |
| Kreditgeber              | Kreditnehmer        | Offenlegung von Kreditrisiken                                       |
| Vermieter                | Mieter              | sorgfältige Nutzung der Mietsache, faire Miete                      |
| Versicherungsunternehmen | Versicherungsnehmer | Offenlegung von Versicherungsrisiken                                |

Besonders gravierend sind die Finanzrisiken, denen das Bankwesen im Kreditgeschäft und das Versicherungswesen bei Versicherungsverträgen ausgesetzt sind. Kreditinstitute sind mit einem Wissensvorsprung ihrer Kreditnehmer konfrontiert, die (negative) Informationen zurückhalten könnten, welche für die Beurteilung der Kreditwürdigkeit und für das Rating von Bedeutung wären. Sie verschweigen diese Informationen unter Umständen, um eine Ablehnung des Kreditantrages oder eine Kreditkündigung zu verhindern. Versicherungsunternehmen können die Gefahren, denen ein Versicherungsnehmer ausgesetzt ist, nicht stets vollständig einschätzen. Zur Verringerung der Versicherungsprämien könnten Versicherungsnehmer dazu neigen, bestimmte Gefahren zu verschweigen.
Ein weiteres Beispiel ist das Arbeitsverhältnis, in dem der Arbeitnehmer (Agent) besser weiß, mit welchem Arbeitseinsatz er für seinen Arbeitgeber (Prinzipal) tätig ist. Die Prinzipal-Agent-Theorie versucht Auswege aus diesen Konflikten zu finden, um den wirtschaftlichen Gesamtnutzen aller Beteiligten zu maximieren. Im Beispiel des Arbeitnehmers kann der Arbeitgeber also entweder die Arbeit des Arbeitnehmers überwachen oder ihn erfolgsabhängig entlohnen, um den Interessenkonflikt der Vertragspartner zu entschärfen (englisch interest alignment). Eine weitere Alternative wäre, bei Vertragsverletzung mit dem Verlust der Arbeit zu drohen.

## Auftretende Probleme

### Überblick
Verschiedene Problemtypen können Störungen in der Beziehung zwischen Prinzipal und Agent auslösen. Deren Beseitigung lässt Agenturkosten entstehen. Diese setzen sich zusammen aus den Kosten für Signaling, Screening und dem verbleibenden Wohlfahrtsverlust zwischen bestmöglicher und bestehender Lösung. Diese Agenturkosten dürfen den bestehenden Wohlfahrtsverlust nicht überbieten, sonst wäre das Handeln der Parteien als ineffizient einzustufen. Die zwischen Prinzipal und Agent auftretenden Probleme lassen sich grob in Adverse Selektion, Moralisches Risiko und Hold-up kategorisieren.

### Verborgene Eigenschaften
Ein erstes Problemfeld betrifft verborgene Eigenschaften (engl. hidden characteristics) und das daraus resultierende Risiko der adversen Selektion. Vor Vertragsabschluss (ex ante) ist der Agent dem Prinzipal unter Umständen relativ unbekannt. Der Prinzipal könnte aufgrund der fehlenden Kenntnis der Eigenschaften den falschen Bewerber als Agent gewählt haben. Um dem zu entgehen, muss der Agent eindeutige Signale senden, die von keinem schlechteren Mitbewerber imitiert werden können („Signaling“). Diese Signale sollen die Vertrauenswürdigkeit, Leistungsfähigkeit, Zugehörigkeit zu einem bestimmten Marktsegment, zu einer Subkultur mit gemeinsam geteilten Werten oder einer bestimmten Statusgruppe belegen. Signaling-Strategien sind oft aufwändig, ressourcenintensiv oder sogar verschwenderisch und damit scheinbar ökonomisch irrational. Dieses Verhalten kann jedoch unter den Bedingungen unvollständiger Information über den Markt, seine Akteure und deren Fähigkeiten mit den dadurch erreichbaren Vorteilen erklärt werden, z. B. mit der Reduzierung von Suchzeiten und -aufwand bei der Auswahl von Mitarbeitern. Dazu dienen etwa Zertifikate. Auch der Prinzipal kann dieses Informationsdefizit beheben, indem er ein sogenanntes „Screening“ durchführt (z. B. durch Auswahl in einem Assessment-Center). Er selbst muss auch entsprechende Signale senden, um seine Attraktivität als Arbeitgeber darzustellen.
Eine weitere Lösung des Problems ergibt sich durch „Selbstselektion“, indem er dem Agenten mehrere Kontrakte vorlegt, zwischen denen der Agent aussuchen darf. Aus der vom Agenten getroffenen Auswahl kann der Prinzipal einen Schluss über mögliche Strategien des Agenten ziehen.
Umgekehrt kann ein eigentlicher Agent an einen Prinzipal mit verborgenen Eigenschaften geraten. Ein Beispiel wäre die Beziehung zwischen einem Arbeitnehmer und einem Bauunternehmer, der ausländische Arbeiter nicht oder unvollständig entlohnt. In diesem Fall entsteht eine doppelte, gegeneinander gerichtete Prinzipal-Agent-Beziehung. Hinsichtlich der Art seiner Arbeit ist der Bauarbeiter ein Agent gegenüber dem Bauunternehmer (Prinzipal). Betrachtet man jedoch die Zahlungsverpflichtungen des Bauunternehmers, so ist dieser ein Agent gegenüber dem ausländischen Arbeiter. Der Bauunternehmer könnte dem ausländischen Bauarbeiter beispielsweise Informationen über den Anspruch auf einen Mindestlohn vorenthalten oder ihn anderweitig um seine ihm zustehende Bezahlung betrügen.

### Verborgenes Handeln und verborgene Informationen
Bei den Problemtypen verborgenes Handeln (hidden action) und verborgene Information (hidden information) hingegen treten die Informationsasymmetrien erst ex post, also nach Vertragsabschluss und während der Vertragserfüllung auf. Hidden Action bedeutet, dass der Agent diskretionäre Spielräume hat, da der Prinzipal seine Handlungen nicht (vollständig) beobachten kann. Hidden Information liegt dagegen vor, wenn der Prinzipal zwar die Handlungen beobachten, deren Qualität aber (z. B. aufgrund mangelnder Fachkenntnis) nicht einschätzen kann.
In beiden Fällen besteht ein Moralisches Risiko. Das Problem gründet sich darin, dass der Prinzipal auch ex post nicht beurteilen kann, ob das Ergebnis durch qualifizierte Anstrengungen des Agenten erreicht wurde oder ob (beziehungsweise wie sehr) die Umweltzustände das Ergebnis beeinflusst haben.

### Verborgene Absicht
Selbst wenn der Prinzipal Möglichkeiten hat, das Handeln des Agenten zu beobachten, also wenn kein verborgenes Handeln oder verborgene Information vorliegen, kann es in bestimmten Fällen immer noch zu Problemen dadurch kommen, dass der Prinzipal ex ante die Absichten des Agenten nicht kennt. Dies wird als verborgene Absicht (hidden intention) bezeichnet. In der Folge kann ein Hold-up-Problem auftreten.
Bei Austauschgütern können nur verborgene Eigenschaften ein Problem sein, bei Kontraktgütern dagegen stellen verborgene Information und verborgenes Handeln eine potenzielle Gefahr dar.

## Optimierung bei asymmetrischen Informationen
Die Prinzipal-Agent-Theorie geht von asymmetrischen Informationen aus. Daher ist die beste Lösung, die im Falle symmetrischer Informationen theoretisch denkbar wäre, nicht gegeben. Geht man somit von asymmetrischen Informationen aus und werden die Informationsmängel nicht korrigiert, so kann nur eine drittbeste Lösung erreicht werden. Ziel muss es daher sein, bei den gegebenen Informationsmängeln dennoch wenigstens eine zweitbeste Lösung zu erzielen. Hierfür müssen jedoch Agenturkosten aufgebracht werden.

## Lösungsmechanismen
Man versucht das Prinzipal-Agenten-Problem durch folgende Mechanismen abzuschwächen oder gar zu beheben:
- Bürokratische Kontrolle (Hierarchie)
- Informationssysteme (Controlling, Zeiterfassung, Meilensteine)
- Anreize (Incentives, Prämien; siehe auch Anreizsystem)
- Unternehmenskultur
- Reputation
- Vertrauen

Wirkungsvoll sind besonders Systeme, die dem Agenten einen Anreiz zum korrekten Verhalten geben. Durch eine erfolgsabhängige Entlohnung werden die Ziele des Agenten den Zielen des Prinzipals angeglichen.
Dabei unterscheidet man mehrere Anreizsysteme:
- Das „Alles-oder-nichts-Prinzip“, wobei der Agent nur für ein spezielles Ergebnis entlohnt wird
- Pacht, wobei der Agent einen Fixbetrag an den Prinzipal abgibt und ggf. einen Überschuss behalten darf
- Fixlohn, wobei der Agent unabhängig vom Ergebnis entlohnt wird (kein Anreiz)
- Share Cropping, wobei der Gewinn zwischen Prinzipal und Agenten proportional geteilt wird.

Jedes der Systeme hat seine Stärken und Schwächen in Bezug auf Risiko-Verteilung, Anreizintensität und Steuerungswirkung.
Eine Unternehmenskultur kann zur Reduktion der Agenturkosten führen. Gemeinsamkeiten in Präferenzen, Werten, Zielen und Kompetenzen minimieren Koordinationskosten. Dies erleichtert gegenseitige Abstimmung und Lernen. Die Effizienzaspekte dominieren, sie werden jedoch von der homogenen Kultur untergraben: Längerfristige Beziehungen rufen oft bei homogenen Kulturen transaktionsspezifische Investitionen hervor, die Abhängigkeiten erhöhen und es erlauben, die Schwächeren auszunutzen und sich opportunistisch zu verhalten.
Reputation lässt sich als spezifisches Kapital deuten, das es zu verteidigen gilt, je mehr Möglichkeiten zum Opportunismus bestehen. Eine gute Reputation senkt den Anreiz zum opportunistischen Verhalten und aus diesem Grund verringert sie Informations- und Verhandlungskosten (ex ante).
Anspruchsvollere Fragestellungen für die praktische Anwendung der Prinzipal-Agent-Theorie ergeben sich auch, wenn man den Agenten als interagierend und lernend oder als vernetzt und interagierend annimmt.

## Bedeutung
Die Prinzipal-Agent-Theorie zählt heute neben der Transaktionskostentheorie, der Theorie der Verfügungsrechte und der Ressourcentheorie zu den führenden Erklärungsansätzen, die in der Wirtschaftswissenschaft diskutiert und angewendet werden.